# Dave Meniketti
Dave Meniketti (12 de diciembre de 1953) es un vocalista y guitarrista estadounidense, conocido por su trabajo con la banda Y&T.

## Carrera
Nace en Oakland, California, donde inicia su carrera musical, destacándose de los demás por la proficencia con la que tocaba la guitarra y la calidad de su voz. Se vio influenciado por artistas como Jimi Hendrix, John Coltrane, James Brown y Led Zeppelin, lo que posteriormente se vería claramente en su estilo y dirección musical.
Con la banda Y&T, Meniketti ha logrado vender cerca de 4 millones de copias de sus discos alrededor del mundo, grabando 17 trabajos discográficos y realizando extensas giras por Estados Unidos y todo el mundo. Su estilo ha influenciado muchas bandas de rock, y ha sido tenido en cuenta para fichar con agrupaciones tan importantes como Whitesnake y Ozzy Osbourne, pero sin llegar a hacerse realidad.
Ha grabado dos discos en solitario, On the Blue Side, y Meniketti.
En 1985 hizo parte de Hear n' Aid, proyecto liderado por Ronnie James Dio que buscaba recolectar fondos para mitigar el hambre en África. Dave compartió estudio con reconocidos músicos de la escena en la época, como Rob Halford, Geoff Tate y Don Dokken.